# Phaeoclavulina
Phaeoclavulina es un género de hongos de la familia Gomphaceae.

## Especies
Hay por lo menos 13 especies.
- Phaeoclavulina abietina J.E. Wright, 1972
- Phaeoclavulina argentea (R.H. Petersen) Giachini, 2011
- Phaeoclavulina articulotela (R.H. Petersen) Giachini, 2011
- Phaeoclavulina angustata
- Phaeoclavulina cervicornis
- Phaeoclavulina clavarioides
- Phaeoclavulina decolor
- Phaeoclavulina eumorpha
- Phaeoclavulina grandis
- Phaeoclavulina guadelupensis
- Phaeoclavulina quercus-ilicis
- Phaeoclavulina retispora
- Phaeoclavulina sikkimia
- Phaeoclavulina subclaviformis
- Phaeoclavulina viridis
- Phaeoclavulina zealandica